# Heike Fassbender
Heike Fassbender (1963) é uma matemática alemã, especialista em álgebra linear numérica. É professora do Instituto de matemática Computacional da Universidade Técnica de Braunschweig, tendo sido presidente em 2017–2019 da Gesellschaft für Angewandte Mathematik und Mechanik (GAMM).

## Formação e carreira
Heike Fassbender obteve um mestrado em ciência da computação na Universidade Estadual de Nova Iorque em Buffalo, com um Ph.D. na Universidade de Bremen em 1992, com a tese Numerische Verfahren zur diskreten trigonometrischen Polynomapproximation, orientada por Angelika Bunse-Gerstner e Ludwig F. Elsner.
Foi para a Universidade Técnica de Munique em 2000. Em 2002 foi professora da Universidade Técnica de Braunschweig.

## Livro
- Symplectic Methods for the Symplectic Eigenproblem (Kluwer, 2002).[5]

## Serviço profissional
Foi a primeira mulher presidente da GAMM.